# Zaščita pred električnim udarom
Poškodovana izolacija ali napačni priključek lahko povzroči fazno napetost na kovinske dele naprav. Dotik predmetov pod napetostjo je lahko smrtno nevarna. Pri gospodinjskih aparatih in strojih morajo biti kovinski deli, kot so okvirji, škatle, šasije itd., ozemljeni, da so varno na ničelnem potencialu, brez napetosti na tla. Poleg tega je inštalacija zavarovana z varovalkami, ki prekinejo tok v primeru neustreznega močnega toka, ki je spremljevalec kratkega stika. To je neposredni stik med fazo in ničelnim vodnikom ali fazo in zaščitnim vodnikom. 
S tem se odpravi nevarnost električnega udara zaradi dotika kovinskih delov naprave. Tehnični predpisi za projektiranje in izdelavo strojev in električnih instalacij določajo, da morajo biti vse naprave, ki uporabljajo mestno omrežje, ozemljene . Ozemljitev praviloma poteka s posebno žico v električnih inštalacijah, ki je vedno pobarvana z rumeno-zeleno, ki se imenuje zaščitni vodnik. Na stenskih vtičnicah z vtičem na zaščitnem vodniku so ozemljitveni kontakti (tako imenovani zaščitni kontakti ) nameščeni drug ob drugem na obeh straneh vtičnice. Takšna vtičnica se imenuje vtičnica, poleg nje pa se uporablja ustrezen vtič
. 
Naprave, ki imajo na voljo kovinske dele, morajo biti priključene na mestno omrežje s pomočjo vtičnice in vtikača. Kabli med vtiči in napravami morajo biti trižični. Imeti morajo tri žice, od katerih mora biti ena z rumeno-zeleno izolacijo priključena na kovinske dele naprave na eni strani in zaščitne kontakte na drugi strani vtiča. V dvožični kabel se lahko priključijo samo naprave, ki nimajo vidnih kovinskih delov (Ki so zaščitene s popolno izolacijo) z običajnimi vtičnicami in vtiči brez zaščitnih kontaktov. 
Tveganje električnega udara je še posebej visoko na vlažnih območjih, saj vlaga povečuje prevodnost in zmanjšuje električno upornost. Dotik s faznim vodnikom ali živim predmetom bo smrten, če smo v vodi (npr. V kadi) je zelo nevarno, če se dotaknemo ozemljenega ali velikega kovinskega predmeta ali vodne instalacije, ki najpogosteje predstavlja kovinsko povezavo z zemljo. Zato je v takih situacijah še posebej nevarno uporabljati električne naprave. 
Na koncu je prepovedano uporabljati vodovodne napeljave namesto ozemljitve, ker imajo lahko cevni priključki visoko odpornost in taka "podlaga" je lahko tudi smrtno nevarna. 
S prehodom toka skozi katerikoli upor ali vodnik pade napetost, ki je enaka količini toka in upornosti med upori ali vodniki na tem uporu (ali prevodniku). 
V skladu s tem pride do padca napetosti na vseh električnih vodih mestnega električnega omrežja. Da bi dosegli zahtevano 220V in težko obremenitev na omrežje, morajo biti linije dovolj debele, da zmanjšajo svojo upornost in s tem zmanjšajo napetost, da bodo napetostne razlike v neobremenjeni in napolnjeni mreži v dovoljenih mejah tolerance. To je tudi razlog, da morajo strokovnjaki načrtovati električne inštalacije za pravilno določanje zahtevanih vodilnih debelin za vsako napravo. 
Nadalje se na zaščitnem vodniku nastane padec napetosti, če skozi njega teče tok. Na dolgem in tankem ali slabo kontaktnem zaščitnem vodniku se lahko pojavi tudi nevarna kontaktna napetost, če je fazna napetost prodrla v kovinske dele (tako imenovana masa ). Zato mora biti zaščitni vodnik zadostne debeline, da se ne prenaša prek stikala. Če ima sklepe, morajo biti dobro zgrajeni in trdno priviti. Zaščitni vodnik ne sme biti tanjši od drugih vodil za vgradnjo. 
V domači namestitvi namesto posebnega zaščitnega vodnika, včasih tako imenovani " null, je priključek nevtralnega vodnika in zaščitne vtičnice vtičnice. 
Trifazna električna omrežja s trifaznimi vodili za vgradnjo imajo poseben ničelni vodnik in poseben zaščitni vodnik . Zato morajo biti priključki kabelskega snopa trifaznega električnega kabla opremljeni s petimi žicami, konektor pa ima trajno povezavo ali trifazni vtič z vtičnico in vtikačem. Takšne vtičnice in vtikači s faznimi konektorji vsebujejo pomožne kontakte, na katere so pritrjeni nevtralni vodnik in zaščitni kontakti, na katere je pritrjen rumeno-zelen zaščitni vodnik. 